# Deutsche Bank

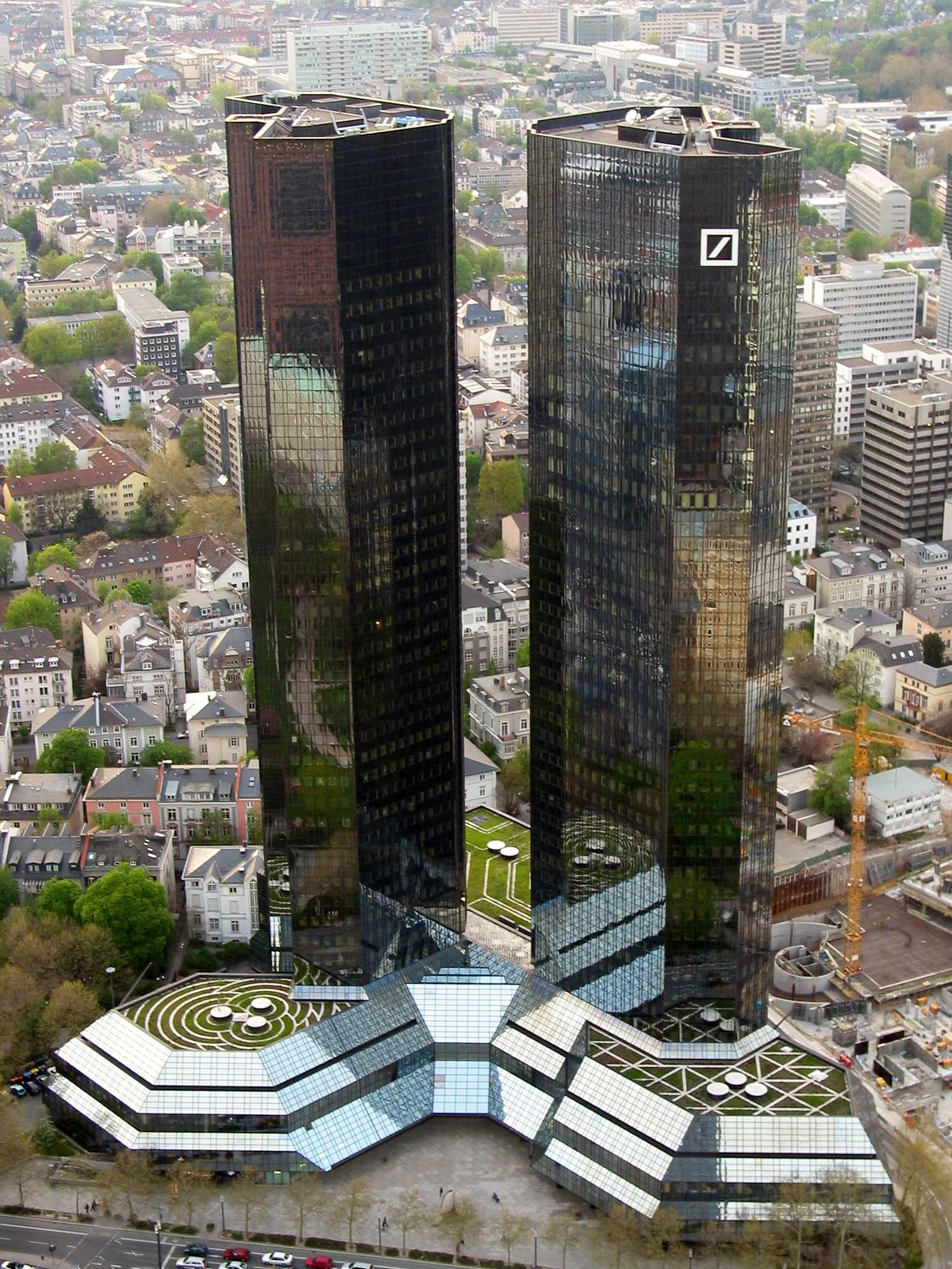
Cele două turnuri „gemene” ale băncii Deutsche Bank din Frankfurt am Main.

Deutsche Bank AG este cea mai mare bancă particulară din Germania și una dintre cele mai importante instituții financiare la nivel mondial. A nu se confunda cu Deutsche Bundesbank, banca de stat a Germaniei. Are sediul în orașul Frankfurt pe Main.
Deutsche Bank a fost înființată în anul 1870. Și-a deschis prima sucursală la Londra în anul 1873 .

## Angajați
La sfârșitul anului 2008 compania avea 80.456 angajați în 72 țări .
| An                | 2008   | 2009   | 2010    | 2011    |
| ----------------- | ------ | ------ | ------- | ------- |
| Număr de persoane | 80.456 | 77.053 | 102.062 | 100.996 |

Angajați pe regiuni procentual din totalul angajaților:
| Regiunea                                         | 2009  | 2010  | 2011  |
| ------------------------------------------------ | ----- | ----- | ----- |
| Germania                                         | 35,5% | 48,3% | 46,9% |
| Europa fără Germania Orientul Apropiat și Africa | 28,6% | 23,3% | 23,8% |
| America                                          | 14,5% | 11%   | 11%   |
| Asia/Pacific                                     | 21,4% | 17,4% | 18,2% |

Cifra de afaceri:
- 2007: 30,7 miliarde euro[4]
- 2008: 13,4 miliarde euro[4]

Venit net:
- 2007: 6,5 miliarde euro[4]
- 2008: -3,8 miliarde euro[4] (pierderi)

## Divizii
RREEF Real Estate este divizia de imobiliare a Deutsche Bank și deține active de peste 48,9 miliarde de euro în întreaga lume.

## Controverse
În mod vădit cele 2 companii germane de renume mondial Deutsche Bank și Siemens AG au înșelat împreună statul german timp de circa 30 de ani (începând din 1963) pentru a încasa ajutoare de stat neîndreptățite în valoare totală de sute de milioane de mărci germane (DM), acordate firmelor comerciale din Berlinul de Vest al acelor ani, care era izolat și înconjurat de RDG .
În anul 2015, Deutsche Bank a primit o amendă de 2,5 miliarde de dolari pentru închiderea unor investigații în Statele Unite și Marea Britanie referitoare la manipularea dobânzii interbancare LIBOR.

## Președintele consiliului de administrație
| Nr. | Nume                          | Președintele consiliului de administrație ? | Președintele comitetului de direcție ? |
| --- | ----------------------------- | ------------------------------------------- | -------------------------------------- |
| 1.  | Georg von Siemens             | 1870–1900                                   | 1870–1900                              |
| 2.  | Rudolf von Koch               | 1878–1909                                   | 1901–1909                              |
| 3.  | Arthur von Gwinner            | 1894–1919                                   | 1910–1919                              |
| 4.  | Paul Mankiewitz               | 1898–1923                                   | 1919–1923                              |
| 5.  | Oscar Wassermann              | 1912–1933                                   | 1923–1933                              |
| 6.  | Georg Solmssen                | 1929–1934                                   | 1933                                   |
| 7.  | Eduard Mosler                 | 1929–1939                                   | 1934–1939                              |
| 8.  | Karl Kimmich                  | 1933–1942                                   | 1940–1942                              |
| 9.  | Oswald Rösler                 | 1933–1945                                   | 1943–1945                              |
| 10. | Hermann Josef Abs             | 1938–45, 1957–67                            | 1957–1967                              |
| 11. | Karl Klasen                   | 1952–1969                                   | 1967–1969                              |
| 12. | Franz Heinrich Ulrich         | 1957–1976                                   | 1967–1976                              |
| 13. | Friedrich Wilhelm Christians  | 1965–1988                                   | 1976–1988                              |
| 14. | Wilfried Guth                 | 1968–1985                                   | 1976–1985                              |
| 15. | Alfred Herrhausen             | 1970–1989                                   | 1985–1989                              |
| 16. | Hilmar Kopper                 | 1977–1997                                   | 1989–1997                              |
| 17. | Rolf-E. Breuer                | 1985–2002                                   | 1997–2002                              |
| 18. | Josef Ackermann               | 1996–2012                                   | 2002–2012                              |
| 19. | Anshu Jain și Jürgen Fitschen | 2009–                                       | 2012–                                  |